# Pseudepicausta rufitarsis
Pseudepicausta rufitarsis är en tvåvingeart som först beskrevs av Macquart 1847.  Pseudepicausta rufitarsis ingår i släktet Pseudepicausta och familjen bredmunsflugor. Inga underarter finns listade i Catalogue of Life.